# NGC 1682
NGC 1682 (również PGC 16211) – galaktyka eliptyczna (E-S0), znajdująca się w gwiazdozbiorze Oriona. Odkrył ją William Herschel 1 lutego 1786 roku.